# Livenne
Pour les articles homonymes, voir Livenne (homonymie).
La Livenne est une  rivière du Sud-Ouest de la France et un affluent de la Gironde.

## Géographie
De 42,5 km de longueur, la Livenne est une rivière de la rive droite de l'estuaire de la Gironde, qui prend sa source sur la commune de Montlieu-la-Garde en Charente-Maritime et se jette dans la Gironde à l'amont de la centrale nucléaire du Blayais en Gironde.

## Départements et communes traversées
- Charente-Maritime : Montlieu-la-Garde, Chepniers, Jussas, Corignac.
- Gironde : Donnezac, Val-de-Livenne, Saint-Aubin-de-Blaye, Saint-Androny, Anglade, Étauliers, Braud-et-Saint-Louis.

La rivière a donné son nom à la commune nouvelle de Val-de-Livenne, qu'elle traverse à Marcillac.

## Principaux affluents
- Le Donnezac : 3,9 km
- Ruisseau des Horeaux : 3,4 km
- Ruisseau du Pas de Légron : 4,1 km
- La Coulée : 7,7 km
- Les Martinettes : 13,3 km